# 旭川市立永山中学校
旭川市立永山中学校（あさひかわしりつながやまちゅうがっこう）は北海道旭川市永山7条19丁目に所在する公立中学校。
生徒数 440名（2024年現在）

## 概要
バリアフリー対策として体育館の出入り口にスロープがあり、校内に手すりがあるなど1階に限ればバリアフリー対策が進んでいる。しかし、エレベーターが設置されていないため、車椅子利用者が単独で2階・3階には行くことはできない。
制服
1995年に新1年生から水色のブレザーに変更された。男子のネクタイおよび女子のリボンは青緑色で、女子の上着は、前から見るとブレザーと変わらないが、後ろから見るとセーラー服のようなデザイン形状となっている。2019年に女子制服のスラックスを導入した。2023年度の新入生からは、新しい制服に変更された。
校歌
- 作詞 : 清水重道
- 作曲 : 信時潔

## 沿革
年表
- 1947年（昭和22年）- 永山村立永山中学校が開校[5]。
- 1948年（昭和23年）- 青年学校校舎を増築し一部移転[5]。
- 1950年（昭和25年）- 新校舎完成[5]。
- 1951年（昭和26年）- 校歌・校旗制定[5]。
- 1954年（昭和29年）- 町制施行により永山町立永山中学校に改称[5]。
- 1961年（昭和36年）- 旭川市との合併により旭川市立永山中学校に改称、新校舎完成[5]。
- 1965年（昭和40年）- 循環式のプール完成[5]。
- 1972年（昭和47年）- 養護学級を設置[5]。
- 1980年（昭和55年）- 養護学級を閉鎖[5]。
- 1981年（昭和56年）- プレハブ教室を増築[注 1][5]。
- 1982年（昭和57年）- 永山南中学校と分離[5]。
- 1995年（平成7年）- 校舎改築工事着工[5]。
- 1996年（平成8年）- 新校舎完成[5]。
- 1997年（平成9年）- 新体育館完成、校舎改築工事完成[5]。
- 2013年（平成25年）- 旭川市授業力向上実践研究推進事業指定校[5]。

## 教育目標
時代を生き抜く 健全な生徒の育成
- 探求の人[5]
- 愛情の人[5]
- 協調の人[5]

## 学校行事
年間行事は以下の通り
- 4月 - 1学期始業式、入学式、学力テスト
- 5月 - 修学旅行（3年）、保護者面談（1・2年）、体育祭、三者面談（3年）
- 6月 - 1学期期末テスト
- 7月 - 宿泊学習（2年）、1学期終業式、夏季休業
- 8月 - 2学期始業式、学力テスト
- 9月 - 永中祭、学力テスト（3年）、2学期中間テスト
- 10月 - 学力テスト（3年）、2学期期末テスト（3年）
- 11月 - 学力テスト（3年）、三者面談、2学期期末テスト（1・2年）
- 12月 - 学力テスト（3年）、2学期終業式、冬季休業
- 1月 - 3学期始業式、学年末テスト（3年）
- 2月 - 学力テスト（1・2年）、学年末テスト（1・2年）
- 3月 - 卒業式、修了式

## 部活動
体育系
- 野球部
- サッカー部
- 陸上部 - 全国中学校陸上大会 四種競技 第3位[注 2]（2008年）[8]
- 男子ソフトテニス部
- 女子ソフトテニス部
- 男子バスケットボール部
- 女子バスケットボール部
- 男子バレーボール部
- 女子バレーボール部 - 全日本中学校バレーボール選手権大会 出場（2015年）[8]
- 柔道部
  - 全国中学校柔道大会
    - 男子団体 出場7回[注 3]（ベスト8 1996年）[8]
    - 男子個人 出場7回[注 4]（第3位 2012年、ベスト8 2011年）[8]
    - 女子団体 出場3回[注 5][8]
    - 女子個人 出場5回[注 6]（3位 1996年・2018年、ベスト8 2009年・2011年）[8]
    - 軽量級・56kg級 3位（1991年）[8]
    - 個人 出場3回[注 7]（個人2位 1999年、個人3位 1994年）[8]

  - マルチャン杯全国柔道大会 個人 出場3回[注 8][8]
  - 全国女子柔道体重別選手権 優勝（1996年）[8]

文科系
- 吹奏楽部 - 吹奏楽部全国大会 （金賞 1985年[注 9]、銀賞 1986年）[8]
- 美術部 - 青少年赤十字活動絵画コンクール 最優秀加盟校賞（2003年）[8]
- 情報科学部 - 旭川市文化奨励賞（1974年[9]）[8]

個人
- 水泳 - 全国中学校水泳大会
  - 男子400m個人メドレー出場（2007年）[8]
  - 男子400m・800m出場（2016年）[8]
  - 男子個人出場（2018年）[8]
  - 女子400m・800m自由形（出場 2014年、第6位 2015年）[8]

## 通学区域
通学区域は以下の通り
- 永山町7丁目 - 16丁目
- 永山北1条7丁目 - 13丁目
- 永山北2条7丁目 - 13丁目
- 永山北3条7丁目 - 8丁目
- 永山北3条10丁目 - 11丁目
- 永山1条13丁目 - 24丁目
- 永山2条13丁目 - 24丁目
- 永山3条13丁目 - 24丁目
- 永山4条13丁目 - 24丁目
- 永山5条13丁目 - 24丁目
- 永山6条13丁目 - 24丁目
- 永山7条13丁目 - 21丁目
- 永山8条13丁目 - 21丁目
- 永山9条13丁目 - 16丁目
- 永山10条13丁目 - 15丁目

## 出身小学校
- 旭川市立永山小学校[11]
- 旭川市立永山西小学校[11]
- 旭川市立永山東小学校[11]

## 交通アクセス
鉄道
- JR宗谷本線永山駅より徒歩13分

バス
- 道北バス「永山6条18丁目」停留所下車、徒歩1分

## 著名な出身者
- 倉持亜佐美（柔道家）
- 高橋良介（柔道家）- 中学2年まで在学していた[12]。
- 持丸泰輝（プロ野球選手）